# Нортборо (Массачусетс)
Нортборо (англ. Northborough) — місто (англ. town) в США, в окрузі Вустер штату Массачусетс. Населення — 15 741 особа (2020).

## Демографія
Згідно з переписом 2010 року, у місті мешкало 14 155 осіб у 5110 домогосподарствах у складі 3892 родин. Було 5314 помешкання
Расовий склад населення:
| - 87,6 % — білих - 8,2 % — азіатів - 1,0 % — чорних або афроамериканців - 0,1 % — корінних американців |

До двох чи більше рас належало 2,1 %. Частка іспаномовних становила 2,7 % від усіх жителів.
За віковим діапазоном населення розподілялося таким чином: 26,7 % — особи молодші 18 років, 60,4 % — особи у віці 18—64 років, 12,9 % — особи у віці 65 років та старші. Медіана віку мешканця становила 42,5 року. На 100 осіб жіночої статі у місті припадало 96,4 чоловіків;  на 100 жінок у віці від 18 років та старших — 93,1 чоловіків також старших 18 років.
Середній дохід на одне домашнє господарство  становив 146 346 доларів США (медіана — 111 875), а середній дохід на одну сім'ю — 166 722 долари (медіана — 125 777). Медіана доходів становила 82 934 долари для чоловіків та 72 932 долари для жінок. За межею бідності перебувало 3,7 % осіб, у тому числі 2,6 % дітей у віці до 18 років та 6,3 % осіб у віці 65 років та старших.
Цивільне працевлаштоване населення становило 8069 осіб. Основні галузі зайнятості: освіта, охорона здоров'я та соціальна допомога — 23,6 %, науковці, спеціалісти, менеджери — 17,2 %, виробництво — 12,6 %, роздрібна торгівля — 9,5 %.